# 苏井观
苏井观（1906年—1964年5月26日），原名苏炳达，字静观，河南潢川城关镇人。中国工农红军、八路军、中国人民解放军将领，中华人民共和国政府官员，曾任中华人民共和国卫生部副部长。

## 生平
苏井观为木工出身，父亲苏继和两个哥哥都是木匠，在潢川北城西街开木匠铺，无雇工无徒弟，父子三人做木工活维持全家。还有一个姐姐和一个弟弟。
早年于河南确山教会办的慈仁医院学医。后考进了天津海军军医学校，1925年曾参与五卅运动。1927年毕业。回到家乡潢川和徐典吾、曾香亭(后由陆觉仁接替)合股经营三友药房，开诊卖药。1927年加入中国共产主义青年团。1928年10月潢川东乡大荒坡农民暴动失败，演川城乡白色恐怖严重时转入中国共产党，以医生职业做掩护从事地下革命活动。1929年春节前后，潢川党组织开展年关斗争，散发传单，张贴标语，当局要逮捕苏井观。躲避到乡下亲友家。1929年3月间，潢川党组织派遣前往鄂豫边苏区，从事救治伤病员的工作。1930年春，鄂豫边苏区与豫东南苏区、皖西连成一片成为鄂豫皖苏区，苏井观被调到林之翰创办的刘家园医院任院长。招收和训练医务人员、建立医疗管理制度、建设手术室、改善伤病员伙食、领导治疗了大批伤病员。工作态度和医疗技术得到了组织上的赏识，出任皖西北总医院院长、1931年11月任红四方面军前方总医院院长等职。诊治过徐向前、陈昌浩、曾中生、王树声、王宏坤、陈赓等首长。1932年5月，前方总医院发生一个酒精桶爆炸事故，张国焘撤销其院长职务隔离审查5个月。1932年10月红四方面军撤离鄂豫皖苏区西征，苏井观得到释放，随军行动进行医疗工作。
1932年冬，红四方面军开创川陕根据地。1933年7月苏井观在红四方面军总医院筹办卫生学校，担任校长，积极培养医务干部，同时兼任外科主任。1935年红四方面军渡过嘉陵江，与红一方面军会师，总卫生部与红四方面军总医院合并，1935年7月任总卫生部医政局长。1936年4月红四方面军成立卫生部，苏井观任部长。1936年10月，苏井观带领红四方面军卫生部部分人员，随军西渡黄河，改组为西路军卫生部任部长。西路军失败后，随李卓然、李先念、程世才等到达新疆。。在新疆，苏井观组织卫生人员学习业务技术和从事医疗活动。 
1937年12月回延安后，任延安边区医院院长、八路军医院院长。1938年11月起任中共中央军委总卫生部部长。1941年到1945年任陕甘宁边区留守兵团卫生部部长。1942年6月至1945年8月任中共中央军委后方勤务部卫生部部长。1943年兼任陕甘宁晋绥联防军卫生部部长。1943年与张琴秋结婚，二人无子女。
第二次国共内战时期，1945年9月至1949年8月任中共中央军委总卫生部部长。
1946年5月总卫生部与联防军卫生部抽调陕甘宁各部队的卫生队长、团、营军医三十多人，在延安柳树店中国医科大学旧址，开办了全军第一个公共卫生人员训练班。在四个月时间里学习了生理学，病理学、细菌学、寄生虫学、传染病学，环境卫生学，医学统计学等课程，实习了临床化验、水质检验、消毒，杀灭传染媒介等技术。
1946年秋，为准备抗击胡宗南军队进攻延安，军委总卫生部把延安地区地方，军队、学校的医院改组成第七十后方医院，组织了四个手术队随军在战地施行手术，还举办了战伤救护培训班，以培养和提高卫生干部战地救护的技术。副部长傅连暲带领总卫生部大部分机关干部与洛杉矶幼儿园撤离延安，渡过黄河驻扎在山西临县后来的中央后委驻地。苏井观则留在陕北，组织指导西北战场的卫勤工作。1948年3月随毛泽东东渡黄河到晋西北。
总卫生部与晋绥军区卫生部创办了人民军队第一个生物制品研究所。1947年3月延安陷落后总卫生部保健科研制生物制品的人员撤退到山西兴县。晋绥军区卫生部帮助增加了人员和设备。生产出了血清、破伤风类毒素、伤寒三联菌苗，给前线使用。
1948年冬在西柏坡召开了全国全军第一届药材工作会议，制定了统一的药材装备标准，讨论了增加产量，提高质量的途径，研究了干部培养使用规划。
1949年1月受命到北平接管国民党军队和地方卫生机构，筹组中央卫生部。中华人民共和国成立后，1949年10月至1954年9月任中央人民政府卫生部副部长。1949年11月至1954年10月任中央人民政府卫生部党组副书记。协助李德全部长和贺诚副部长，在建设城乡医疗机构，开展卫生防疫工作，发展医学教育，建设医药工业。抗美援朝期间任中国人民抗美援朝总会卫生工作委员会主任委员，领导医药卫生界组织手术队、医疗队开赴朝鲜前线和中国东北地区，抢救和治疗中国人民志愿军和朝鲜人民军的伤病员，同时安排全国各地医院接待治疗伤病员，支援战争直到停战。1951年5月至1953年8月任中华全国总工会医务工会工作委员会主任。由于朝鲜战争的战俘问题，1951年国际红十字会承认中华人民共和国为中国的唯一合法代表。1952年7月和1953年10月，先后率领中国政府代表团和中国红十字会代表团分别出席在加拿大多伦多举行的国际红十字会议和在瑞士日内瓦举行的国际红十字协会执委会会议，代表中国政府发言揭露美国在朝鲜和中国进行细菌战，以及迫害和扣留中朝战俘的罪行。1954年9月至1964年5月任中华人民共和国卫生部副部长。
苏井观是中共七大正式代表，第二、三届全国政协委员，第一届国家药典委员会副主任委员。
1964年5月26日在北京因癌症逝世。   